# Melogale cucphuongensis
Espèce
Melogale cucphuongensis est une espèce de carnivores caniformes de la famille des Mustelidae.

## Aire de répartition
Ce blaireau-furet est endémique du Viêt Nam. Il se rencontre au parc national de Cuc Phuong.

## Étymologie
L'épithète spécifique est nommée en référence au lieu de sa découverte : le parc national de Cuc Phuong.

## Taxinomie
Cette espèce a été décrite en 2011 par les naturalistes Tilo Nadler, Ulrike Streicher, Clara Stefen, Elke Schwierz et Roos. La localité type est Endangered Primate Rescue Center, au parc national de Cuc Phuong, au Viêt Nam.